# Ефективність фотосинтезу
Ефективність фотосинтезу, 1) частка  світлової енергії,  асимільованої рослинами; розрахунок заснований або на  чистій продукції (чиста Е. ф.), або на загальній продукції (загальна Е. ф.), 2) швидкість утворення  первинної продукції в рослинних формаціях в природних умовах . Виражається у відсотках падаючого видимого випромінювання, яке перетворюється в чисту продукцію протягом активного фотосинтезу. Якщо води і поживних речовин достатньо і ніщо не обмежує рослинну продукцію, то максимальна Е. ф. становить 1-2 % доступної світлової енергії (у високопродуктивних сортів зернових культур, цукрова тростина та ін.).
| Рослини                  | Ефективність  |
| ------------------------ | ------------- |
| Рослини, типові          | 0.1 % 0.2–2 % |
| Тивові культурні рослини | 1–2 %         |
| Цукрова тростина         | 7–8 %         |